# 郭範基
郭 範基（クァク・ポムギ、朝鮮語: 곽범기、1939年11月20日 - ）は、朝鮮民主主義人民共和国の政治家。朝鮮労働党中央委員会政治局委員、党中央委員会副委員長、最高人民会議代議員。内閣副総理などを歴任。経済官僚として知られる。

## 経歴
1939年、日本統治時代の朝鮮咸鏡南道利原郡で産まれる。熙川工業大学卒業。工場支配人を経て、1991年に政務院機械工業部第1副部長に就任。1993年に党中央委員会候補委員に選出された。
2002年から始まった経済改革に取り組み経済改革主導4人組と呼ばれた。2003年、最高人民会議第11期第1回会議で朴奉珠内閣総理の下、内閣副総理に盧斗哲と共に任命されたが2010年に退任し、咸鏡南道党責任書記に左遷される。2012年に開催された、朝鮮労働党第4回代表者会議で党中央委員会書記局書記に金敬姫と共に選出された。同年、副総理に復帰している。2016年に開催された、朝鮮労働党中央委員会第7期第1回総会で党中央委員会政治局委員に選出された。経済分野の知識や実務経験を持ち、金正恩の信頼が厚いとされる。